# Фредерик Уилям Бъртън
Сър Фредерик Уилям Бъртън (на английски: Frederic William Burton) (8 април 1816 – 16 март 1900) е ирландски художник и музеен директор на Националната галерия в Лондон.

## Биография
Бъртън твърде рано показва своя талант в областта на изящните изкуства. Получава образованието си в Дъблин. Едва 21-годишен е приет за член на Royal Hibernian Academy, две години по-късно получава академична титла.
През 1842 г. започва да излага картините си в Кралската академия по изкуствата. През същата година започва пътешествията си из Бавария и Германия като тези пътувания ще станат впоследствие част от дълга поредица подобни пътешествия, в които се запознава обстойно с творбите на старите майстори.
През 1851 г. е назначен за кралски художник в двора на Максимилиан II Баварски и остава на тази престижна длъжност в следващите седем години. Има интереси и в областта на археологията и съвместно с друг ирландски художник, Джордж Петрие, изготвя археологически скици и работи по различни проекти в съвета на Ирландската кралска академия и към Археологическото дружество на Ирландия. През 1855 г. е избран за сътрудник на Кралското дружество на художниците на акварели и през следващата година става негов пълноправен член. Силният му интерес към антиките е причина да бъде приет през 1863 г. за член на Кралското общество на антикварите на Лондон. Присъдено му е рицарско звание през 1884 г.
Назначен е за директор на Националната галерия в Лондон през 1874 г. и на тази длъжност остава цели двадесет години. По време на неговото ръководство галерията придобива над 500 поризведения на изкуството, сред които творби на Диего Веласкес, Рафаело, Леонардо да Винчи, Антонис ван Дайк, Ханс Холбайн Млади и др., както и арт колекция на Александър Баркър, съдържаща изключително ценни картини на Пиеро дела Франческа и прочутата „Марс и Венера“ на Ботичели. Взима участие и в основаването на Националната галерия на Дъблин.

## Творчество
Една от най-известните картини на сър Фредерик Бъртън е „Среща на стълбите“, понастоящем част от колекцията на Националната галерия на Ирландия. Платното е вдъхновено от средновековна датска песен за трагичната любов между Хелелил и английския принц Хилдебранд. Направено национално допитване през 2012 г. сред ирландците коя е най-любимата ирландска картина поставя на първо място именно тази творба на Бъртън.